# Molophilus lobiferus
Molophilus lobiferus är en tvåvingeart som beskrevs av Alexander 1925. Molophilus lobiferus ingår i släktet Molophilus och familjen småharkrankar. Inga underarter finns listade i Catalogue of Life.